# Eustachius Kugler
Joseph Kugler, OH, řeholním jménem Eustachius (15. ledna 1867, Nittenau – 10. června 1946, Řezno) byl německý římskokatolický řeholník Hospitálského řádu svatého Jana z Boha. Katolická církev jej uctívá jako blahoslaveného.

## Život
Narodil se dne 15. ledna 1867 ve vesnici Neuhaus bei Nittenau (část obce Nittenau) jako syn podkováře Michaela Kuglera a jeho ženy Anny. Jeho otec zemřel roku 1874 a jeho matka zemřela někdy v 80. letech 19. století.
Roku 1880 začal pracovat ve stavebnictví jako učeň. V Mnichově utrpěl úraz, kdy spadl z lešení a zradil si nohu, díky čemuž po zbytek života kulhal. Složil tovaryšskou zkoušku, avšak již nemohl pracovat ve stavebnictví. Roku 1884 se přestěhoval do Reichenbachu ke své sestře, která byla provdána za kováře. Zde začal pracovat u svého švagra.
Dne 11. ledna 1893 se v klášteře Reichenbach připojil k Hospitálskému řádu svatého Jana z Boha, přesto, že jeho potíže s chůzí bránily jeho přijetí. Zahájil zde svůj noviciát a roku 1893 přijal řeholní jméno Eustach, na počest sv. Eustacha Římského. Roku 1898 složil řeholní sliby.
V letech 1905–1925 měl na starosti zařízení pro postižené ve Straubingu a Gremsdorfu a také působil v nemocnici sv. Wolfganga v Neuburgu an der Donau. Roku 1925 byl zvolen provinciálem bavorské provincie jeho řádu, kdy měl tedy na starosti nemocnice, pečovatelské domy, a další zařízení, které jeho řád spravoval.
V 1927–1930 organizoval stavbu nemocnice v Řezně, provozované jeho řádem.
Během druhé světové války se postavil proti Adolfu Hitlerovi a nacistickému režimu a velmi hlasitě kritizoval a odsuzoval jeho politiku týkající se eutanazie starých i nemocných. Tím se dostal do kontaktu s gestapem, kterým byl několikrát vyslýchán.
Zemřel na rakovinu dne 10. června 1946 v Řezně, kde je také pohřben.

## Úcta
Jeho beatifikační proces započal dne 1. března 1963, čímž obdržel titul služebník Boží. Dne 19. prosince 2005 jej papež Benedikt XVI. podepsáním dekretu o jeho hrdinských ctnostech prohlásil za ctihodného. Dne 19. ledna 2009 byl uznán zázrak na jeho přímluvu, potřebný pro jeho blahořečení.
Blahořečen pak byl dne 4. října 2009 v katedrále sv. Petra v Řezně. Obřadu předsedal jménem papeže Benedikta XVI. arcibiskup Angelo Amato.
Jeho památka je připomínána 10. června. Bývá zobrazován v řeholním oděvu.